# Kåre Becker
Kåre Becker (Lusaka, 27 januari 1978) is een Nederlands voormalig voetballer.
Kåre Becker werd in Zambia geboren en kwam na omzwervingen in Noord-Ierland en Noorwegen op vijfjarige leeftijd in Nederland terecht. Bij Vitesse Delft zette hij zijn eerste stappen op het voetbalveld. Zes jaar later werd hij tijdens een jeugdtoernooi gescout door Wim Jansen van Feyenoord. Via de jeugd van Feyenoord en De Graafschap kwam de jonge spits terecht bij FC Twente. Ook de keuzeheer van Oranje onder 18 jaar kreeg hem in het vizier.
Becker debuteerde op 4 oktober 1995 in het eerste elftal van FC Twente. In een uitwedstrijd tegen De Graafschap viel hij in de 78e minuut in voor Joeri Petrov. Twee seizoenen later kreeg hij nog invalbeurten, onder andere in een bekerwedstrijd tegen Sparta en in zowel de thuis- als uitwedstrijd in de UEFA Cup tegen AJ Auxerre. In 2000 werd Becker verhuurd aan streekgenoot Heracles Almelo. Met Heracles bereikte Becker echter geen overeenkomst over een transfersom en na het seizoen werd Becker verkocht aan FC Zwolle waarmee hij het kampioenschap van de Eerste divisie behaalde.
Hierna speelde Becker in de eerste klasse bij Sportclub Enschede en haalde Theo Vonk hem naar Eintracht Nordhorn in de Duitse Oberliga. Door diverse omstandigheden vertrok Becker in november 2003 uit Duitsland. Later sloot hij zich aan bij amateurvereniging De Tubanters 1897. In het seizoen 2005/06 kreeg hij de kans om een contract te krijgen bij TOP Oss. Een ernstige blessure, opgelopen bij een duel van oud-FC Twente, gooide echter roet in het eten.
Vanaf het seizoen 2008/09 was Becker werkzaam als jeugdtrainer bij achtereenvolgens KVV Losser, De Tubanters 1897 en HVV Hengelo. Hierna was Becker werkzaam bij VOSTA en vervolgens bij de jeugd van Achilles '12. Vanaf het seizoen 2018/2019 gaat hij aan de slag als hoofdtrainer van cvv Achilles. Aan eind van seizoen 2020/21 nam hij afscheid bij CVV Achilles. 

## Statistieken
| Seizoen | Club              | Land      | Competitie     | Wed. | Goals |
| ------- | ----------------- | --------- | -------------- | ---- | ----- |
| 1995/96 | FC Twente         | Nederland | Eredivisie     | 1    | 0     |
| 1996/97 | FC Twente         | Nederland | Eredivisie     | 0    | 0     |
| 1997/98 | FC Twente         | Nederland | Eredivisie     | 0    | 0     |
| 1998/99 | FC Twente         | Nederland | Eredivisie     | 0    | 0     |
| 1999/00 | FC Twente         | Nederland | Eredivisie     | 0    | 0     |
| 2000/01 | FC Twente         | Nederland | Eredivisie     | 0    | 0     |
| 2000/01 | → Heracles Almelo | Nederland | Eerste divisie | 0    | 0     |
| 2001/02 | FC Zwolle         | Nederland | Eerste divisie | 18   | 1     |
| Totaal  | Totaal            | Totaal    | Totaal         | 18   | 1     |

## Erelijst
| Nationaal               |    |         |
| Kampioen Eerste Divisie | 1x | 2001/02 |